# Santa Eulàlia de Ronçana
Santa Eulàlia de Ronçana település Spanyolországban, Barcelona tartományban. Lakosainak száma 7911 fő (2024).

## Földrajza
Santa Eulàlia de Ronçana Bigues i Riells del Fai, L’Ametlla del Vallès, Canovelles, Lliçà d’Amunt és Caldes de Montbui községekkel határos.

## Népesség
A település lakosságának változását az alábbi diagram mutatja:
| Lakosok száma | 339  | 816  | 1103 | 1191 | 2501 | 5468 | 6802 | 7114 | 7288 | 7911 |
|               | 1717 | 1887 | 1936 | 1960 | 1986 | 2004 | 2009 | 2014 | 2019 | 2024 |